# Heliotropisme

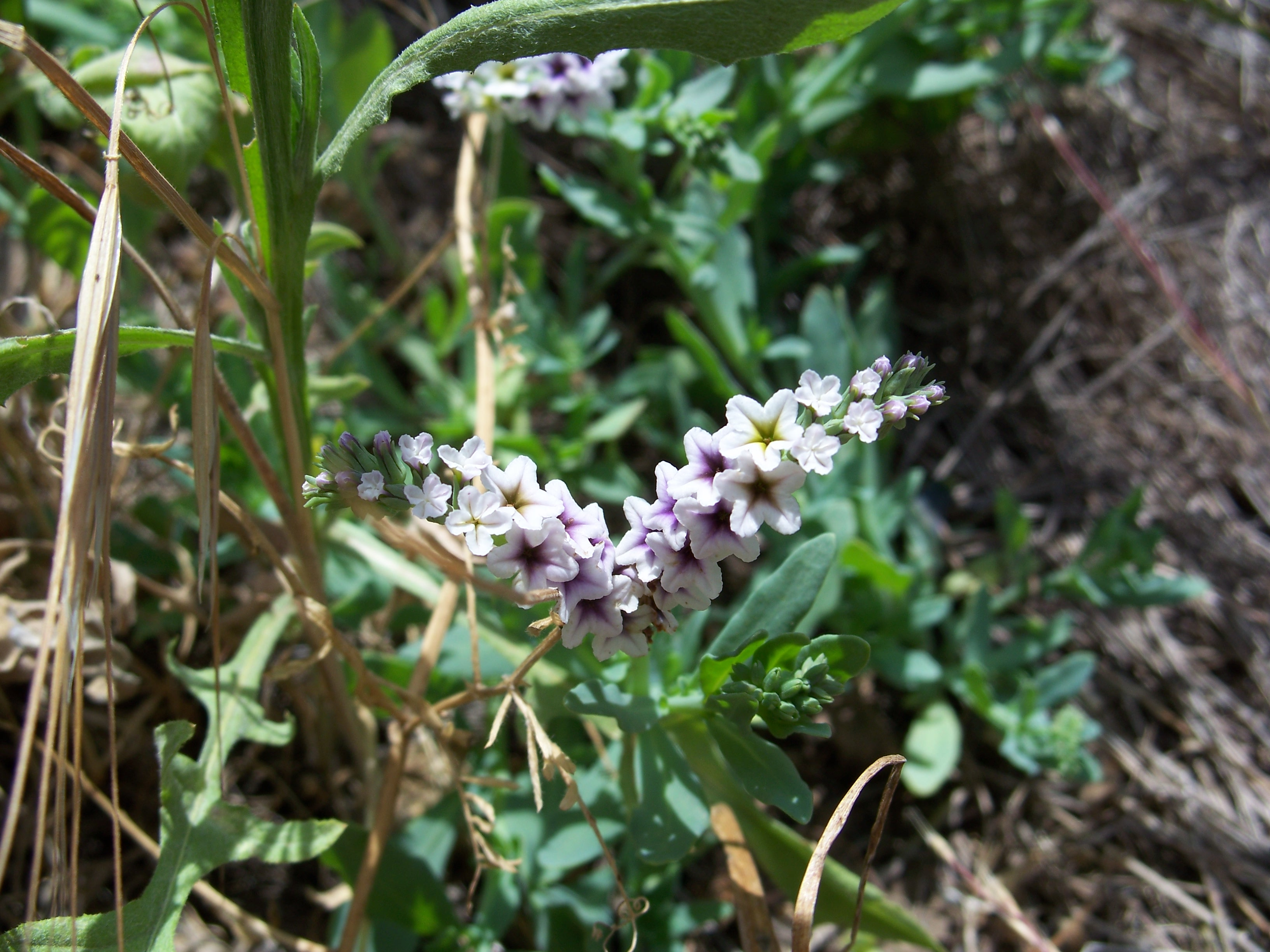
Heliotroop.

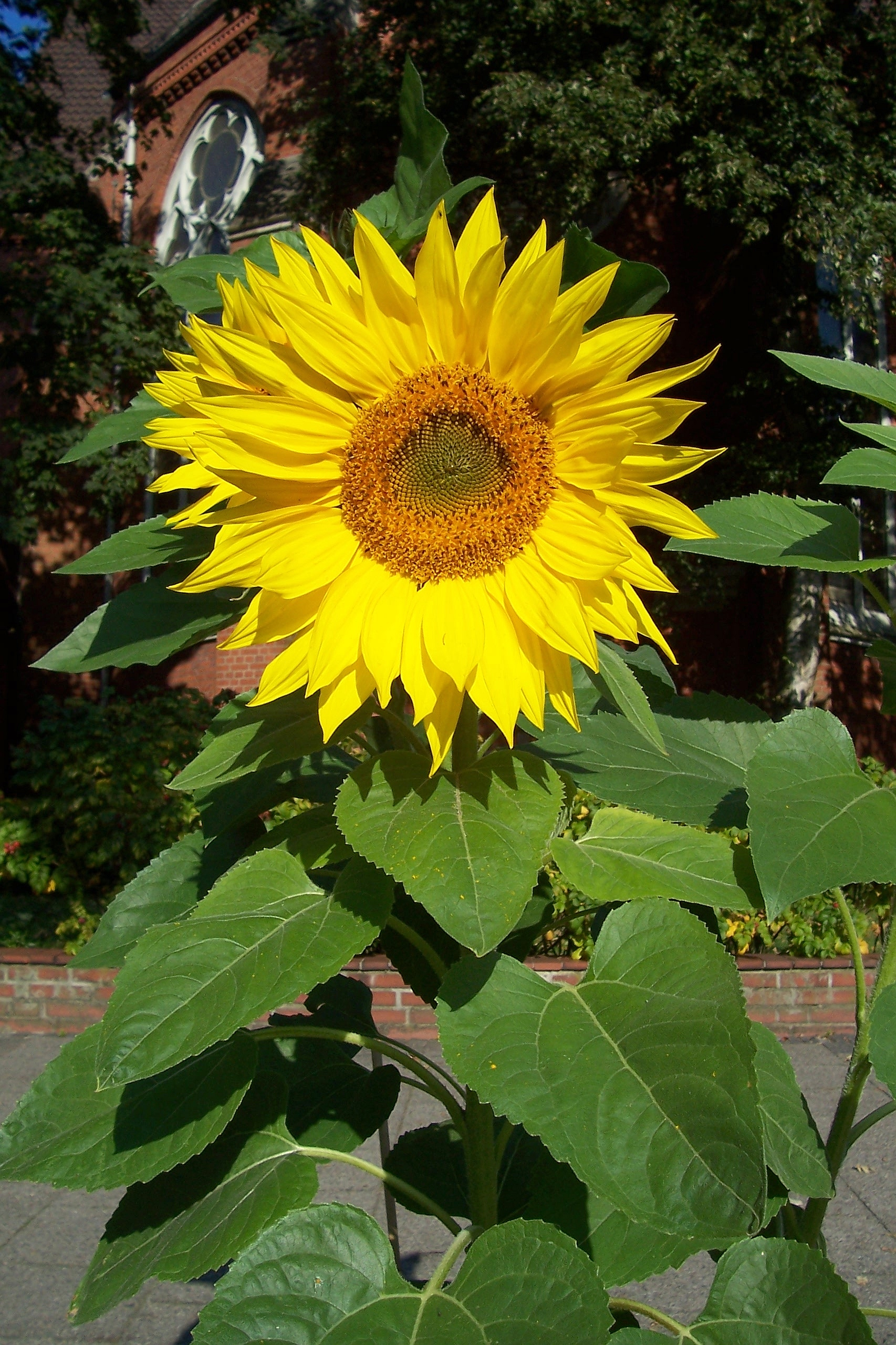
Zonnebloem

Heliotropisme of helionastie is het verschijnsel waarbij in sommige plantensoorten overdag de bloemen en/of de bladeren met de zon van oost naar west meedraaien. De plant reageert op het blauwe deel van het spectrum. Gedurende de nacht keert de bloem of het blad terug naar de oostelijke stand, zodat deze bij zonsopkomst opnieuw naar de zon gericht staat. Deze vorm van tropie valt onder fototropie, waarbij de bloemen of bladeren van de plant naar een lichtbron toegroeien. Heliotropisme is daarentegen een speciale vorm van fototropie waarin dagelijks de positie van de zon gevolgd wordt. Deze dagelijkse beweging wordt bewerkstelligd door een buigzaam deel van de stengel onder de bloemknop of aan de voet van de bladsteel, het bladkussentje (pulvinus), waarin zogenaamde motorcellen zitten die de turgordruk bepalen. Een belangrijk verschil met fototropie is dat de beweging ongedaan gemaakt kan worden, doordat de motorcellen 's nachts hun oorspronkelijke grootte weer aannemen. Een voorbeeld zijn Madeliefjes (Bellis perennis) die van dit mechanisme gebruik maken.
Sommige plantensoorten richten hun bladeren loodrecht op de zon, wat een maximale blootstelling aan het zonlicht met zich meebrengt en dat diaheliotropisme wordt genoemd. Is er sprake van paraheliotropisme, dan draaien de bladeren zich parallel aan de zonnestralen en worden intense warmte en licht vermeden.

## De zonnebloem
Heliotropisme is vooral bekend van de zonnebloem (Helianthus annuus). In deze bloem is de beweging echter afhankelijk van een asymmetrische groei van de bloemstengel vlak onder de bloemknop. Het deel van de stengel dat zich aan de schaduwzijde bevindt produceert auxine, waardoor de cellen aan die kant van de stengel langer worden en de bloem zich naar de zon buigt en meedraait naar het westen. Gedurende de nacht, draait de bloemknop weer naar het oosten. Dit wordt geregeld zowel door processen die aan de basis liggen van fototropie als door een biologische klok. Gedurende de dag vindt er vooral groei plaats aan de oostzijde van de plant terwijl gedurende de nacht vooral de westzijde strekt, wanneer de knop terugdraait naar het oosten. Deze stapsgewijze groei gaat door totdat de bloem zich opent en rijpt. Vanaf dat moment blijft de bloem gericht naar het oosten. Er zijn vele andere bloemsoorten die door dit mechanisme van asymmetrische groei gekenmerkt worden, zoals verschillende soorten ranonkels.
Andere plantensoorten die dit verschijnsel vertonen zijn onder andere:
- goudsbloem
- soorten van het geslacht Heliotroop (Heliotropium)
- enkele soorten van het geslacht Ranunculus zoals de sneeuw boterbloem Ranunculus adoneus[4]

Bij negatieve heliotropisme beweegt de plant van de zon weg.
Ook sommige dieren kunnen heliotropisme vertonen wat hoofdzakelijk rond 1920 is aangetoond door Jacques Loeb, Amerikaans bioloog en fysioloog, in bijvoorbeeld Daphnia (watervlo), Eudendrium een poliep van neteldieren, larven van Balanus (zeepokken), Limulus (Atlantische degenkrab) en larven van de bromvlieg.